# As-Sa’ada
As-Sa’ada – wieś w Syrii, w muhafazie Damaszek. W 2004 roku liczyła 463 mieszkańców.